# Марина II (Терамо)
Марина II (итал. Marina II) је насеље у Италији у округу Терамо, региону Абруцо.
Према процени из 2011. у насељу је живело 57 становника. Насеље се налази на надморској висини од 49 м.